# アジンホスエチル
アジンホスエチル (azinphos-ethyl) は、広範囲リン酸エステル系殺虫剤である。

## 性質
アジンホスは、水にほとんど溶けない無色の固体である。

## 規制
哺乳類に対して毒性が高く、世界保健機関がクラスIBに分類している。また、緊急計画及び地域の知る権利に関する法律において極めて危険有害な物質の一覧にリストされている。

## 使用
アジンホスは殺虫剤や殺ダニ剤として主に使用されている。